# La família de la lletera
La família de la lletera és un quadre pintat per Louis Le Nain l'any 1640 i que actualment s'exposa al Museu de l'Ermitage de Sant Petersburg.